# Classe LDM 200
A classe LDM 200 foi uma classe de lanchas de desembarque médias (LDM), ao serviço da Marinha Portuguesa, entre 1964 e 1975.
As embarcações da classe foram construídas em Portugal. Como era usal nas LDM, às embarcações da classe não foi atribuído um nome próprio, sendo as mesmas designadas pelo seu número de amura.
As LDM 200 foram empregues no Guerra do Ultramar, sendo usadas tanto em missões de combate - como patrulhamento, escolta de embarcações civis e desembarque de fuzileiros - como em missões de reabastecimento logístico - em proveito de unidades da Marinha, de unidades do Exército e, mesmo, de populações civis.

## Unidades
| Número de amura | Comissão    | Observações |
| --------------- | ----------- | ----------- |
| LDM 201         | 1964 - 1971 |             |
| LDM 202         | 1964 - 1972 |             |
| LDM 203         | 1964 - 1973 |             |
| LDM 204         | 1964 - 1974 |             |
| LDM 205         | 1964 - 1975 |             |